# Eysus
Eysus – miejscowość i gmina we Francji, w regionie Nowa Akwitania, w departamencie Pireneje Atlantyckie.
Według danych na rok 1990 gminę zamieszkiwały 562 osoby, a gęstość zaludnienia wynosiła 84 osób/km² (wśród 2290 gmin Akwitanii Eysus plasuje się na 668. miejscu pod względem liczby ludności, natomiast pod względem powierzchni na miejscu 1303.).